# 2412 Wil
2412 Wil este un asteroid din centura principală, descoperit pe 17 octombrie 1960 de PLS.